# Conti d'Arles
La contea d'Arles, situata nel dipartimento delle Bocche del Rodano regione della Provenza-Alpi-Costa Azzurra (i re dominavano Lione e Vienna). Il seguente è l'elenco dei conti d'Arles.

Stemma d'Arles

## Conti sotto i Carolingi
Questa è una lista dei conti d'Arles:
- Marcel·lí 780
- Llop 800-820/824
- Leibulf 820/828-841
- Guerino di Provenza, conte d'Arles 841-853[1]
- Isembardo di Barcellona 853-858
- Girard d'Arles 858-870
- Bosó di Provenza, conte d'Arles 870-879
- Teobald d'Arles 879-895
- Tibert 895-905
- Hug d'Arles 905-926
- Bosó I d'Arles 926-931, marchese di Toscana (931-936)
- Ratbold d'Arles 931-936
- Rotbald I 936-949
- Bosó II d'Arles 949-968 (titolo di conte di Provenza)